# Javier de la Cueva
Javier de la Cueva (Madrid, 21 de mayo de 1962) es un abogado español especializado en tecnología e Internet, está considerado como uno de los abogados más influyentes en redes sociales. Ha defendido numerosos casos relacionados con el uso de licencias libres de propiedad intelectual.
Es licenciado en Derecho por la Universidad Complutense de Madrid y posteriormente obtuvo el doctorado en Filosofía por la misma universidad. Trabaja como abogado especializado en propiedad intelectual y es una figura destacada en la defensa de la Cultura libre, siendo el abogado que consiguió la primera sentencia mundial en la que se hace referencia al término copyleft. Entre sus otras aportaciones se halla la ayuda a la transposición de las licencias Creative Commons en España, su aportación a la caída del canon digital, sus casos ganados contra las entidades de gestión de la propiedad intelectual en defensa de las licencias libres y el pulso que mantuvo junto con otros tres usuarios de la Wikipedia en los orígenes de ésta para lograr que se convirtiera en una enciclopedia libre.
Es profesor de asignaturas relacionadas con la propiedad intelectual en dos universidades españolas; y autor del libro Manual del ciberactivista. Teoría y práctica de las acciones micropolíticas, el cual quedó disponible para descarga en versión digital un año después de su publicación en papel. También es autor de varias publicaciones tanto académicas como en medios de comunicación.

## Caso Ladinamo
A finales del año 2005 Ladinamo fue demandada por la Sociedad General de Autores y Editores, quien le reclamaba el pago de 829,70 euros en concepto de comunicación pública de música emitida en su local, música que según la SGAE pertenecía a su repertorio. El 2 de febrero de 2006, el Juzgado de lo Mercantil nº 5 de Madrid absolvió a Ladinamo, dictándose la primera sentencia mundial que reconocía el término copyleft, ya que Ladinamo solo usaba música libre en su local. El caso de Ladinamo fue defendido por el abogado Javier de la Cueva, lográndose así el objetivo de dotar al copyleft de un respaldo no solo doctrinal sino judicial.
A juicio de Javier de la Cueva, habían logrado dejar constancia oficial de que existían creadores que querían desmarcarse de la política seguida por las sociedades de gestión de los derechos de autor, apostando por la utilización de licencias alternativas al copyright restrictivo.
Su objetivo a corto y medio plazo, es introducir la noción de copyleft en la mayor cantidad de resoluciones judiciales y expedientes administrativos posibles, y por consecuencia en los libros de análisis de doctrina jurídica. Ya que piensa que solo así se podrá acabar con el monopolio que ejercen en Europa las entidades que gestionan los derechos de autor.

## Caso Soto
Junto con David Bravo llevó la defensa de  Pablo Soto cuando este fue demandado en junio de 2008 por Promusicae, Warner Music, Universal y Sony Music por crear un software que permitía el intercambio de fichero mediante P2P. Este caso supone el primero en el que las entidades de gestión demandaban al creador del programa y no a los administradores de las páginas de enlaces. Este caso tuvo gran repercusión mediática, y terminó con la absolución del demandado.

## Caso Sharemula
Sharemula era una web que suministraba enlaces a redes P2P, cuyo caso fue defendido conjuntamente por Javier de la Cueva y David Bravo. La audiencia sobreseyó el caso y posteriormente confirmó el sobreseimiento. Estimando favorablemente la tesis de la defensa que señalaban que enlazar a las redes entre pares (P2P) no constituye una actividad criminal.

## Posición ante CEDRO
Javier de la Cueva se refiere a CEDRO como la SGAE de los libros. Su crítica fundamental se basa en el reclamo a una asociación privada que se apropia de la investigación científica que se realiza en las universidades. Esta sociedad gestiona los derechos de escritores y editores, pide a las universidades pagar un canon por el material que utilizan en sus campus virtuales. CEDRO demandó a los centros universitarios y les exigió 5 euros de canon por cada alumno. Las universidades perdieron los juicios porque se aplicaron los razonamientos utilizados desde siempre para las fotocopiadoras, sin tener en cuenta que se trata de campus virtuales, algo diferente.

## Posición ante Lexnet
Javier de la Cueva junto con David Bravo, José Muelas y otros interpusieron una demanda contra la implantación de Lexnet, el sistema de gestión de notificaciones telemáticas de la administración de justicia. También ha llevado la denuncia ante la Comisión Europea.
La denuncia sigue la metodología de acciones micropolíticas, propuesta por el propio Javier de la Cueva en su libro.

«Lexnet es un sistema absolutamente inconstitucional, que ha sido posible por la absoluta ceguera de nuestros gobernantes con respecto al mundo tecnológico en el que vivimos»

## Caso e-barcelona.org
e-barcelona.org fue una plataforma de discusión sobre políticas culturales fundada por el artista y activista Daniel García Andújar, y que formaba parte de una amplia red como e-sevilla, e-valencia, etc. 
Vegap interpuso una denuncia contra Daniel García Andújar como responsable último y administrador de e-barcelona.org por revelación de secretos y derechos de autor en 2008. Defendido por Javier de la Cueva el juez decide el sobreseimiento de las actuaciones en mayo de 2015.

## Reconocimientos
- En 2013 fue galardonado con un Flash Grant de la Fundación Shuttleworth[29]

- En el año 2015 entró a formar parte del patronato de la Fundación Civio.[30]